# Ashes to Ashes (sang)
 For alternative betydninger, se Ashes to Ashes. (Se også artikler, som begynder med Ashes to Ashes)
"Ashes to Ashes" er en sang skrevet og indspillet af den engelske singer-songwriter David Bowie. Det var den første single fra albummet fra 1980 Scary Monsters (and Super Creeps) og blev Bowies anden single, der opnåede en førsteplads på UK Singles Chart. Sangen er også kendt for den innovative musikvideo instrueret af Bowie og David Mallet, der på udgivelsestidspunktet var den dyreste musikvideo, der var udsendt indtil da.
Teksten har henvisninger til Bowies figur Major Tom i sangen "Space Oddity" fra 1969, men denne gang i et mørkere tema, en reference han igen tog op i 1995 i sangen "Hallo Spaceboy".
I et interview i 1980 beskrev Bowie sagen som et "børnerim fra 1980"." Senere har Bowie udtalt, at har med "Ashes to Ashes" fik gjort op med 1970'erne.
Den musikalske stil i "Ashes to Ashes" er blevet karakteriseret som art rock og new wave.

## Udgivelse
"Ashes to Ashes" debuterede som nr. 4 på UK Singles Chart i den første uge efter udgivelsen og nåede førstepladsen ugen efter og blev dermed Bowies hurtigst sælgende single. Den blev udsendt med tre forskellige covers, der alle viste Bowie i et Pjerrotkostume, som han også bar i den ledsagende video. B-side, "Move On", var en sang fra det foregående album Lodger (1979). Den nordamerikanske udgave havde "It's No Game (No. 1)" som B-side. Siglen nåede ikke Billboard Hot 100, men blev "bobler" som nr. 101.

## Musikvideo
Musikvideoen til "Ashes to Ashes" blev instrueret af Bowie og David Mallet og er en af de mest ikoniske videoer fra 80'erne. Videoen kostende £250.000 og var den indtil da dyreste musikvideo, og er fortsat en af de dyreste musikvideoer.
Magasinet Record Mirrors læsere stemte videoerne til "Ashes to Ashes" og Bowies næste single "Fashion" ind som 1980'ernes bedste musikvideoer.

## Medvirkende
- David Bowie – sang, keyboards, producer
- Chuck Hammer – Roland GR500 guitarsynthesizer, harmoniser og lydeffekter[14]
- Carlos Alomar – guitar
- Andy Clark – synthesizer
- Roy Bittan – piano
- George Murray – bas
- Dennis Davis – trommer
- Tony Visconti – producer

## Hitlister
| Hitliste(1980-1981)                     | Bedste placering |
| --------------------------------------- | ---------------- |
| Australia (Kent Music Report)           | 3                |
| Østrig (Ö3 Austria Top 40)              | 6                |
| Belgien (Ultratop 50 Flanderen)         | 15               |
| Canada RPM Top Singles                  | 35               |
| Vesttyskland (Official German Charts)   | 9                |
| Irish Singles Chart                     | 4                |
| Holland (Dutch Top 40)                  | 11               |
| Holland (Single Top 100)                | 15               |
| New Zealand (RIANZ)                     | 6                |
| Norge (VG-lista)                        | 3                |
| Sverige (Sverigetopplistan)             | 6                |
| Schweiz (Schweizer Hitparade)           | 11               |
| UK (Official Charts Company)            | 1                |
| US Billboard Bubbling Under the Hot 100 | 101              |
| US Billboard Disco Top 100              | 21               |
| US Cash Box Top 100 Singles             | 79               |

## Liveudgaver
- Sangen er blevet spillet på flere af Bowies turneer, bl.a. Serious Moonlight Tour (1983), Sound+Vision Tour (1990), Heathen Tour (2002) og A Reality Tour (2003-04).[29]
- En liveudgave af sangen optaget den 12. september 1983 er medtaget på livealbumet Serious Moonlight (Live '83), der er en del af bokssættet fra 2018 Loving the Alien (1983-1988) og blev udgivet separat året efter. Optagelsen blev filmet og indgår i koncertvideoen Serious Moonlight (1984).
- Bowies optræden den 25. juni 2000 med sagen på Glastonbury Festival blev udgivet i 2018 på Glastonbury 2000.
- En liveindspilning på BBC Radio Theatre den 27. juni 2000 er udgivet på en bonusdisc, der fulgte med udgivelsen af albummet Bowie at the Beeb.
- En liveoptræden på A Reality Tour indspillet i Dublin i november 2003 er medtaget på DVD'en A Reality Tour og albummet A Reality Tour.

## Opsamlingsalbum
Sangen er medtaget på følgende Bowie-opsamlingsalbum:
- - Changestwobowie (1981) – single edit
  - Golden Years (1983) – album version
  - Fame and Fashion (1984) – album version
  - Sound + Vision (1989) – album version
  - ChangesBowie (1990) – album version
  - The Singles Collection (1993) – album version
  - Best of Bowie (2002) – single edit
  - The Platinum Collection (2006)  – single edit
  - The Best of David Bowie 1980/1987 (2007) – single edit
  - Nothing Has Changed (2014) – single edit
  - Bowie Legacy (2016) – single edit
- Singleversionen er medtaget på Re:Call 3, der er en del af opsamlingsalbummet A New Career in a New Town (1977–1982) compilation (2017).[30]

## I populærkulturen
Efterfølgeren til BBC's tv-serie fra 2006 Life on Mars (en reference også til Bowies sang af samme navn) blev navngivet Ashes to Ashes, og i seriens visuelle design indgår også det berømte Pjerrotkostyme, der blev benyttet i musikvideoen.